# Pulney
Pulney je francouzská obec v departementu Meurthe-et-Moselle v regionu Grand Est. V roce 2013 zde žilo 64 obyvatel.

## Poloha
Sousední obce jsou: Courcelles, Dommarie-Eulmont, Fécocourt, Fraisnes-en-Saintois, Grimonviller, Gugney a They-sous-Vaudemont.

## Vývoj počtu obyvatel
Počet obyvatel